# موزه و گالری هنر هانترین
موزه و گالری هنر هانترین (به انگلیسی: Hunterian Museum and Art Gallery) مجموعه‌ای از موزه‌ها است که در دانشگاه گلاسگو در گلاسگو، اسکاتلند واقع شده و توسط آن اداره می‌شود. این قدیمی‌ترین موزه در اسکاتلند است. موزهٔ هانترین، گالری هنر هانترین، خانهٔ مکینتاش، موزهٔ جانورشناسی و موزهٔ آناتومی را پوشش می‌دهد که همگی در ساختمان‌های مختلف در محوطهٔ اصلی دانشگاه در انتهای غربی گلاسگو قرار دارند.